# 黃穉荃

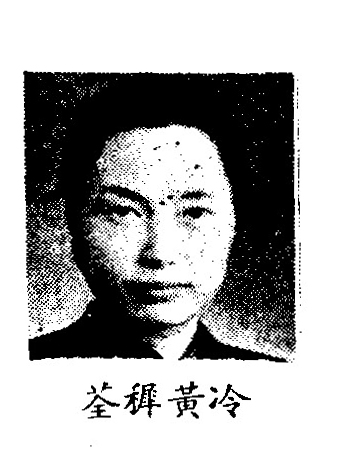

黃穉荃（1908年1月26日—1993年3月20日），又名先澤，因居杜甫草堂之側號杜鄰，光緒卅三年臘月廿三日生於四川省江安縣北鄉承受灣（今桐梓鎮板栗山村），中华民国、中华人民共和国女性政治人物、诗人、书法家、画家，曾任立法院立法委員。
其父黃荃齋是四川省參議員。其夫冷融（傑生）曾任蒙藏委員會常委，西康省民政廳長，劉文輝駐南京的代表。

## 經歷[1][2]
- 成都第一女師附中
- 1925年考入國立成都高等師範中文系。
- 1930年畢業回江安，在江安縣女中及省立江安中學任教。
- 1931年考入北平師範大學研究院歷史科，因病休學於1933年春返成都養病。
- 1934年在四川大學附中、成都省一女師、成都公學等校教授國文、歷史等課。四川大學文學院教授
- 1943年春被任命為四川省第二屆臨時參議會參議員，5月22日，其夫冷傑生被西康軍閥暗殺，遂不出席。
- 1944年後先後任國民政府國史館籌備委員會編審、國史館纂修、制憲國大代表。
- 1948年參加立法委員選舉，以四川省婦女第一名440，427張選票當選立法委員。[3]
- 1949年後先後在成都大川學院、西南幹部學校進修部工作和學習。
- 1952年9月，西南師范學院研究室，大專學校院系調整後，以之為基礎成立西南高等學校教師進修部，機關干部學校，後因病療養。[4]
- 1955年起任重慶市政協委員。
- 文革後，轉入成都市政協任委員，歷任成都市政協第五屆常委，四川省政協第五、六、七屆常委。
- 1982年以來任四川省文史研究館特約館員及省、市書法、詩詞、畫院等社團會長、理事、名譽主席、顧問等。
- 出版《稚荃三十以前詩》和論文集《杜鄰存稿》、〈楚辭考異〉
- 中華詩詞學會顧問[5]、四川詩詞學會名譽會長、成都市書法協會名譽主席[6]，四川省詩書畫院顧問。

## 出席立法院會議
第一屆第一會期
- 內政及地方自治委員會
- 教育文化委員會
- 法制委員會